# Гроттаминарда
Гроттамина́рда (итал. Grottaminarda) — коммуна в Италии, располагается в регионе Кампания, в провинции Авеллино.
Население составляет 8352 человека (на 2004 г.), плотность населения 296 чел./км². Занимает площадь 28 км². Почтовый индекс — 83035. Телефонный код — 0825. 
Небесный покровитель города св. Фома Аквинский. Праздник города отмечается в день памяти святого 7 марта.
Первое документальное упоминание «Carpinetum» от 991 г. относится к предместью нынешнего города. Между 1229 и XV в. отмечаются формы Crypt, Criptaminarda, Criptamainarda, Grottamainarda и Grottaminarda. Нынешнее название города Grottaminarda окончательно устанавливается в XVI в.
Этимология его дискуссионна. По наиболее распространённой версии топоним происходит от итал. grotta (пещера) и германского мужского имени Maynardus.
Среди достопримечательностей — церкви Санта-Мария-Маджоре (S. Maria Maggiore; 1478) и Сан-Микеле (San Michele; 1541). В пяти километрах от Гроттаминарды (в Карпиньяно) находится ещё одна важная достопримечательность, церковь Санта-Мария-ди-Карпиньяно (Santa Maria di Carpignano; XV в., перестроена в XIX в.), с иконой Богородицы середины XII в. Согласно легенде эта икона была обретена в 1150 пастухами в дупле граба.